# Nós Somos a Stronda
Nós Somos a Stronda, é uma canção single da dupla musical Bonde da Stronda
com a participação da dupla Prexeca Bangers lançado em 29 de Setembro de 2013.
A canção faz parte do álbum O Lado Certo da Vida Certa e foi lançada um dia antes, sendo a última faixa do disco.

## Faixas
| N.º | Título                                                        | Duração |  |
| 1.  | "Nós Somos a Stronda (part. Prexeca Bangers)" (Canção)        | 5:18    |  |
| 2.  | "Nós Somos a Stronda (part. Prexeca Bangers)" (Vídeo musical) |         |  |